# MTV Movie Awards 2012
O MTV Movie Awards de 2012 aconteceu no dia 3 de junho de 2012, no Gibson Amphitheatre em Los Angeles, honrando os melhores filmes do ano anterior. 
Os Indicados foram anunciados no dia 1 de Maio, e os vencedores podem ser votados pelos fãs 
Os Grandes vencedores da Noite foi o filme "Jogos Vorazes", com 4 prêmios, seguido de "A Saga Crepúsculo Amanhecer - Parte 1", "Missão Madrinha de Casamento", "Harry Potter e as Relíquias da Morte - Parte 2" com 2 prêmios cada.

## Performances
- Martin Solveig (DJ Host)
- Katy Perry - Califórnia Gurls (ft.Snoop Dogg)
- fun. - We Are Young (ft. Janelle Monáe) [4]
- Wiz Khalifa - Work Hard, Play Hard
- The Black Keys - Gold on the Ceiling e Lonely Baby (ft. Johnny Depp)

## Apresentadores
- Mila Kunis & Mark Wahlberg apresentaram Maio "Vilão"
- Andrew Garfield & Emma Stone apresentaram Performance Revelação
- Logan Lerman, Ezra Miller & Emma Watson Apresentaram melhor performance Masculina
- Chris Hemsworth & Kristen Stewart Apresentaram melhor performance Feminina
- Charlie Sheen Apresentou Instant Cult Classics: Party Movie Basics e introduziu Wiz Khalifa
- Adam Sandler, Andy Samberg & Leighton Meester Apresentaram Melhor Beijo
- Joe Perry & Steven Tyler Apresentaram "MTV Generation Award" para Johnny Depp (que performou com o The Black Keys)
- Michael Fassbender & Charlize Theron Apresentaram Melhor Luta
- Kate Beckinsale & Jessica Biel Apresentaram Melhor Elenco
- Matthew McConaughey & Channing Tatum (como Joe Manganiello) Apresentaram Melhor Transformação em Cena
- Martha MacIsaac (com Steve Carell, Anna Farris, Jim Carrey, Octavia Spencer, Mila Kunis e Jason Sudeikis) apresentaram o prémio MTV Trailblazer para Emma Stone
- Christian Bale, Joseph Gordon-Levitt & Gary Oldman (com Christopher Nolan) apresentaram trailer exclusivo do filme The Dark Knight Rises
- Jodie Foster Apresentou Melhor Filme do Ano

## Indicados e Vencedores

### Melhor Filme do Ano
- A Saga Crepúsculo Amanhecer - Parte 1
- Missão Madrinha de Casamento
- Jogos Vorazes
- Harry Potter e as Relíquias da Morte - Parte 2
- Histórias Cruzadas

### Melhor Performance Masculina
- Josh Hutcherson (como Peeta Mellark) - Jogos Vorazes
- Joseph Gordon-Levitt (como Adam Lerner) - 50/50
- Ryan Gosling (como Driver) - Drive
- Daniel Radcliffe (como Harry Potter) - Harry Potter e as Relíquias da Morte - Parte 2
- Channing Tatum (como Leo Collins) - Anjos da Lei

### Melhor Performance Feminina
- Jennifer Lawrence (como Katniss Everdeen) - Jogos Vorazes
- Rooney Mara (como Lisbeth Salander) - Os Homens que Não Amavam as Mulheres
- Emma Stone (como Hannah Weaver) - Amor a Toda Prova
- Emma Watson (como Hermione Granger) - Harry Potter e as Relíquias da Morte - Parte 2
- Kristen Wiig (como Annie Walker) - Missão Madrinha de Casamento

### Performance Revelação
- Shailene Woodley (como Alex King) - Os Descendentes
- Elle Fanning (como Alice Dainard) - Super 8
- Melissa McCarthy (como Megan Price) - Missão Madrinha de Casamento
- Rooney Mara (como Lisbeth Salander)- Os Homens que Não Amavam as Mulheres
- Liam Hemsworth (como Gale Hawthorne) - Jogos Vorazes

### Melhor Performance Cômica
- Melissa McCarthy - Missão Madrinha de Casamento
- Jonah Hill - Anjos da Lei
- Kristen Wiig - Missão Madrinha de Casamento
- Oliver Cooper - Projeto X - Uma Festa Fora de Controle
- Zach Galifianakis - Se Beber Não Case: Parte 2

### Melhor Canção em Filme
- Party Rock Anthem - LMFAO (Anjos da Lei)
- A Real Hero - College with Electric Youth (Drive)
- The Devil Is in the Details - Chemical Brothers (Hanna)
- Impossible - Figuirine (Like Crazy)
- Pursuit of Happiness - Kid Cudi (Steve Aoki remix) (Projeto X

### Melhor Transformação no Cinema
- Elizabeth Banks - Jogos Vorazes
- Rooney Mara - Os Homens que Não Amavam as Mulheres
- Johnny Depp - Anjos da Lei
- Michelle Williams - Sete Dias com Marilyn
- Colin Farrell - Quero Matar meu Chefe

### Melhor Performance Angustiante
- Kristen Wiig, Maya Rudolph, Rose Byrne, Melissa McCarthy, Wendi McLendon-Covey, e Ellie Kemper - Missão Madrinha de Casamento
- Bryce Dallas Howard - Histórias Cruzadas
- Jonah Hill e Rob Riggle - Anjos da Lei
- Ryan Gosling - Drive
- Tom Cruise - Mission: Impossible - Ghost Protocol

### Melhor Beijo
- Robert Pattinson e Kristen Stewart – A Saga Crepúsculo Amanhecer: Parte 1
- Channing Tatum e Rachel McAdams – Para Sempre
- Jennifer Lawrence e Josh Hutcherson – Jogos Vorazes
- Emma Watson e Rupert Grint – Harry Potter e as Relíquias da Morte: Parte 2
- Ryan Gosling e Emma Stone – Amor a Toda Prova

### Melhor Luta
- Jennifer Lawrence and Josh Hutcherson vs. Alexander Ludwig - Jogos Vorazes
- Daniel Radcliffe vs. Ralph Fiennes - Harry Potter and the Deathly Hallows – Part 2
- Tom Cruise vs. Michael Nyqvist - Mission: Impossible – Ghost Protocol
- Channing Tatum and Jonah Hill vs. the Kid Gang - Anjos da Lei
- Joel Edgerton vs. Tom Hardy - Warrior

### Melhor Elenco
- Daniel Radcliffe, Emma Watson, Rupert Grint and Tom Felton - Harry Potter e as Relíquias da Morte: Parte 2
- Kristen Wiig, Maya Rudolph, Rose Byrne, Melissa McCarthy, Wendi McLendon-Covey e Ellie Kemper - Missão Madrinha de Casamento
- Jennifer Lawrence, Josh Hutcherson, Liam Hemsworth, Elizabeth Banks, Woody Harrelson e Lenny Kravitz - Jogos Vorazes
- Jonah Hill, Channing Tatum, Ice Cube, Dave Franco, Ellie Kemper e Brie Larson - Anjos da Lei
- Emma Stone, Viola Davis, Octavia Spencer, Bryce Dallas Howard e Jessica Chastain - Histórias Cruzadas

### Maior "Vilão"
- Jennifer Aniston - Quero Matar meu Chefe
- Bryce Dallas Howard - Histórias Cruzadas
- Jon Hamm - Missão Madrinha de Casamento
- Colin Farrell - Quero Matar meu Chefe
- Oliver Cooper - Projeto X - Uma Festa Fora de Controle

### Melhor Herói
- Harry Potter – Harry Potter e as Relíquias da Morte - Parte 2
- Captain America – Capitão América - O Primeiro Vingador
- Greg Jenko – Anjos da Lei
- Katniss Everdeen – Jogos  Vorazes
- Thor – Thor

### MTV Trailblazer Award
- Emma Stone

### MTV Generation Award
- Johnny Depp